# Земский собор 1610 года
Земский собор 1610 года — земский собор (совещание) по низложению царя Василия IV Ивановича Шуйского, избрание временного правительства из бояр, выбор на престол в Московском государстве королевича Владислава IV.
Данный собор выступил прообразом избирательного романовского Земского собора 1613 года.

## Предыстория
Основная статья Смутное время.
В июле 1610 года, когда был свергнут с престола царь Василий Шуйский, из Москвы были разосланы по городам окружные грамоты, в которых бояре извещали о низложении Шуйского, обращались с увещеванием не признавать Тушинского вора и оберегать Московское государство от польских и литовских людей. В этой же грамоте призывали: «выбрать Государя всем за один всею землёю, сослався со всеми городы». В других грамотах, разосланных около этого времени, бояре писали, чтобы из городов «прислали к Москве изо всех чинов, выбрав по человеку». Осаждённая Москва Лжедмитрием II и поляками, не могла получить представителей из областей, и в августе 1610 года в Боярской думе было заявлено, что «из городов по ся места никакие люди в Москву не бывали», тогда как земский собор был нужен, чтобы оформить договор с поляками и утвердить избрание на престол королевича Владислава IV. Бояре приняли решение к упрощённому порядку составления земского собора: был призван освящённый собор (высшее духовенство), соединившийся с Боярской думой. Сюда же привлекли московских дворян — около 40 чел., дворян из городов, которые служат по выбору и выборных представителей от московского торгового тяглового населения.

## Земский собор
Собор состоялся 17 июля 1610 года, одобрил избрание на царство королевича Владислава и приняло решение отправить послов к Сигизмунду III, которому они под Смоленском прямо заявили, что посланы боярами и «всеми людьми», в другом месте «всеми людьми Московского государства», а посол князь В. В. Голицын гордо заявил: «от одних бы бояр, я, князь Василий, не поехал». Текст договора московского правительства с гетманом Станиславом Жолкевским о признании Владислава московским царём был составлен в двух экземплярах. Один, оформленный с польской стороны, дошёл до нас в подлиннике, а второй, оформленный с русской стороны, известен только в копии. От московского государства договор подписали участники собора: боярин, князь Ф. И. Мстиславский, князь В. В. Голицын, Ф. И. Шереметьев, окольничий, князь Д. И. Мезецкий, думные дьяки В. Г. Телепнёв и Т. Лутовский. В основе договора лежал текст договорной записи от 14 февраля 1610 года.
В словах и поступках московского посольства явно, впервые, прозвучала новая нотка: идейное признание непререкаемого авторитета земского собора и свидетельство того, что во время без Государя, не патриарх и бояре, а лишь «вся земля», «совет всех людей» является распорядителем судьбы Московского государства.
Земский собор 1610 года, составленный старым порядком, слабо представленный в земском сословии, представителями которого оказались в Москве более или менее случайные люди, отрезанные от многих городов государства, не мог считаться в глазах всего тогдашнего общества земским собором в смысле «совета всея земли» и поэтому не смог сыграть решающей роли при установлении порядка в государстве. Потерпела неудачу попытка образовать выборное представительство, но зато оно более надёжным путём шло снизу и вылившееся в первом народном ополчении П. П. Ляпунова в общие сословные или ратные советы «всея земли», а позже в земские совещания 1608—1610 годов.
Кандидатура королевича Владислава на московский престол не удалась. Сигизмунд не принял московских условий, а московские люди не приняли его власти в иных условиях.

## Состав собора
Роспись участников собора и приговор не сохранились. О его составе можно судить по материалам наказа послам, литовской метрики с указанием членов посольства отправленного к Сигизмунду, и как писал С. Л. Авалиани исследовавший представительства на земских соборах XVI и начала XVII веков, что посольство с сопровождающими лицами было составлено из состава собора. Послов было пять — боярин В. В. Голицын, окольничий князь Д. И. Мезецкий, думный дворянин В. Б. Сукин, думный дьяк Т. И. Луговской, дьяк Сыдавной Васильев. Духовенство представлял митрополит ростовский и ярославский — будущий патриарх Филарет, настоятель Спаса-Нового и Николы-Угрешского монастыря, келарь Троице-Сергиева монастыря и протопоп Вознесенского монастыря. При них было чёрное духовенство — 9 чел., дети боярские, слуги и другие лица, а всего — 128 человек.
Посольство сопровождало большое количество представителей разных чинов: для подготовки посольства заблаговременно отправлены — 3 чел. Состав посольства сопровождали: московский дворянин — 1 чел, стольника — 3 чел., городовых дворян — 42 чел. от 34 городов, преимущественно северных и северо-западных, стрелецкий голова — 1 чел, подьячий — 1 чел., чарочник — 1 чел., сытник — 1 чел., гость — Иван Кошурин, торговых людей — 5 чел., московских стрельцов — 7 чел. Всего: послов, дворян и всяких чинов — 73 человека. Литовская метрика ещё отмечает 278 человек, не называя их поимённо. 

## Историки о соборе
С. М. Соловьёв считал, что данного собора не было: «некогда было созывать собор для выбора царя всею землёю, надобно было выбирать из двоих готовых искателей престола Лжедмитрия II и Владислава».
В. Н. Латкин писал: «В 1610 году в Москве состоялось народное собрание, присвоившее себе название земского собора. Это собрание низложило царя Василия Шуйского и избрало временное правительство из бояр. В нём не принимали участие представители всего народа, хотя деятельность его касалась таких предметов, которые непосредственно относились ко всему государству».
С. Ф. Платонов отзывался о соборе: «после свержения Шуйского, впервые разосланы грамоты, требовавшие выборных представителей от всех чинов для участия в соборе и только чрезвычайные обстоятельства, помешали его созыв».
В. О. Ключевский говорил, что с тех пор каждое возникающее правительство, каждая новая политическая комбинация цепляется за него, как источник власти и необходимую опору порядка. Среди общего брожения, образ земского собора всё явственнее очерчивает в смущённых умах, и этот образ не похож на земский собор прежнего времени. В 1610 году в Москве хотели, но не смогли создать выборное представительство. В 1611—1612 годах сами города успели из знакомых им форм местного выборного представительства создать выборный совет «всея земли» и передать его в руки верховное руководство делами страны.